# Спадкоємиця Ніки
Художній фільм випуску 1989 року (відповідно до напису в кінці фільму) першого творчого об'єднання Одеської кіностудії. Оповідає насамперед про долю та звички бігової кобили Зорьки, народженої в 1938 році від чемпіонки Нікі та коня Заядлого. Події ~ 1938-1945 рр.. Одна серія тривалістю 1:19:49. Під час зйомок мав робочу назву «Спадкоємиця чистої крові». Знімали у Яворівському районі Львівської області України, парку «Знесіння» Львова.

## Історичне підгрунтя
Прототипом є історія кобили Гільди Дібровського кінзаводу Полтавщини.

## В ролях
- В ролі Зоряниці коняка Таіс Деркульського кінзаводу Луганщини.
- Андрій Ростоцький — жокей Дібровського кінзаводу Головін Григорій
- Спераускас Донатас — Леонід, син Григорія
- Арніс Ліцитіс Альфредович — Шойберг Франц, жокей, майстер коней
- Пярн Л — Вольф
- Рамяліс С — унтершарфюрер  СС
- Токар Н — дядя Саша
- Долгов Михайло — Ярек
- В епізодах: Гізгізов А., Юрченко М., Лозанюк В., Вотінов А., Малімон А., Вострухіна Надя, Рябуха Вова, Федорів Борис, Худяков Саша, та інші...

## Знімальна група
- Автор сценарію: Олексій Леонтьєв
- Режисер-постановник: Вадим Лисенко
- Оператори-постановники: Леонід Бурлака, Володимир Щукін
- Художник-постановник: Іван Пуленко
- Композитор: Євген Стихін
- Звукооператор: Діна Ясникова
- Запис музики: кооператив «Інтермедінформ»
- Програмування комп'ютерів і виконання на синтезаторах: Кирило Єсипов
- Звукорежисер: Георгій Руденко
- Режисер: Л. Лисенко
- Оператор: А. Вотінов
- Художник по костюмах: Н. Акімова
- Художник-гример: С. Кучерявенко
- Режисер монтажу: Ірина Блогерман
- Редактор: Тамара Хміадашвілі
- Музичний редактор: Олена Вітухіна
- Оператор підводних зйомок: В. Дмитренко
- Директор картини: Віра Кравченко

## Особливості оформлення фільму
- Кіностудія, об'єднання 0.00
- Назва 3.53—4.00
- Титри фіксовані 4.00—4.44:головні особи знімальної групи, 8.07—8.42: в ролях
- Титри пливучі 4.44—5.33: інші особи знімальної групи
- Звідки задіяні коні і жокеї — в кінці фільму